# BigMat-Auber 93/2011
Deze pagina geeft een overzicht van de BigMat-Auber 93-wielerploeg in  2011.

## Algemeen
Algemeen manager: Stéphane Javalet
Ploegleiders: Guy Gallopin, Stephan Gaudry
Fietsmerk: LOOK

## Renners
| Naam                | Geboortedatum | Nationaliteit | Ploeg 2010              |
| ------------------- | ------------- | ------------- | ----------------------- |
| Romain Bacon        | 08-03-1990    | Frankrijk     | Stagiaire               |
| Fabien Bacquet      | 28-02-1986    | Frankrijk     |                         |
| Nicolas Bazin       | 09-06-1983    | Frankrijk     | Elite                   |
| Flavien Dassonville | 16-02-1991    | Frankrijk     | Beloften                |
| Mathieu Drujon      | 01-02-1983    | Frankrijk     | Caisse d'Epargne        |
| Guillaume Faucon    | 13-12-1986    | Frankrijk     |                         |
| Sylvain Georges     | 01-05-1984    | Frankrijk     | Beloften                |
| Dimitri Le Boulch   | 20-02-1989    | Frankrijk     |                         |
| Maxime Mederel      | 19-09-1980    | Frankrijk     |                         |
| Arnaud Molmy        | 07-08-1988    | Frankrijk     | Roubaix Lille Metropole |
| Johan Mombaerts     | 06-10-1984    | Frankrijk     |                         |
| Ronan Racault       | 02-11-1988    | Frankrijk     | Stagiaire               |
| Nicolas Rousseau    | 19-04-1986    | Frankrijk     | AG2R-La Mondiale        |
| Jonathan Thiré      | 19-04-1986    | Frankrijk     |                         |
| Stagiaires          |               |               |                         |
| Aliaume Leblond     | 02-06-1992    | Frankrijk     |                         |
| Théo Vimpere        | 03-07-1990    | Frankrijk     |                         |

## Belangrijke overwinningen
| Ronde van Normandië 4e etappe: Fabien Bacquet 6e etappe: Fabien Bacquet Ronde van Bretagne 5e etappe: Maxime Mederel | Rhône-Alpes Isère Tour 1e etappe: Sylvain Georges 3e etappe: Sylvain Georges Eindklassement: Sylvain Georges | Grote Prijs van Plumelec Sylvain Georges |

1994 · 1995 · 1996 · 1997 · 1998 · 1999 · 2000 · 2001 · 2002 · 2003 · 2004 · 2005 · 2006 · 2007 · 2008 · 2009 · 2010 · 2011 · 2012 · 2013 · 2014 · 2015 · 2016